# Sčítání lidu, domů a bytů 1961 v Československu
Sčítání lidu, domů a bytů 1961 v Československu bylo celostátní sčítání lidu na území Československa.
Sčítáním 1961 začíná další nová etapa československých populačních censů. Bylo uskutečněno k 1. březnu 1961.
Jeho výsledky poprvé v historii sčítání představují integrovaný census se vzájemným propojením údajů o obyvatelstvu, domácnostech, bytech a domech. Toto propojení přineslo zcela novou kvalitu dat a výrazně rozšířilo možnosti jejich využití.
Poprvé byly také zpracovány údaje o obyvatelstvu podle místa trvalého pobytu. Data sčítání za bydlící obyvatelstvo umožnila následně založit a vést roční bilance obyvatelstva podle řady kritérií. Nelze také opomenout nové metodické vymezení „domácnosti". Na svou dobu velice progresivní koncepce censových domácností vycházející z báze rodinných vztahů a podrobné zpracování dat významně rozšířilo informace o struktuře rodin a domácností, o velikosti rodin, o počtech a složení neúplných rodin se závislými dětmi, o rozsahu vícegeneračního soužití i o způsobu a podmínkách bydlení.
Poprvé byly zjišťovány a zpracovány údaje také o dojížďce do zaměstnání mezi okresy i do větších měst s 20 tisíci a více obyvateli. Rovněž poprvé byly získány údaje o nové sociální skupině družstevních rolníků, podrobné údaje o úrovni školního vzdělání podle věkových skupin a pohlaví apod.
Novým rysem zpracování byl i způsob převodu osob z místa dočasného působiště do místa trvalého bydliště. To současně umožnilo doplnění a zpřesnění zápisů ve sčítacích arších za osoby v době sčítání nepřítomné, kterých v té době bylo více než jeden milion. Tento organizačně náročný postup ručního převodu sčítacích lístků formou tzv. meziokresní a mezikrajské burzy se používal i při všech následujících sčítáních.
Oproti minulosti byl zcela nesrovnatelný rozsah publikovaných výsledků i analytického využití dat, a to nejen republikových, ale i krajských a okresních. Mimo jiné v roce 1965 vyšla tiskem v nákladu 5000 výtisků celostátní publikace Vývoj společnosti ČSSR v číslech s podtitulem Rozbory výsledků sčítání lidu, domů a bytů. V roce 1966 byl vydán Statistický lexikon obcí ČSSR 1965.